# Serbie au Concours Eurovision de la chanson 2009
La Serbie a participé au Concours Eurovision de la chanson 2009.

## Résultats de la finale
| #  | Interprète(s)                                | Chanson                   | Points | Place |
| -- | -------------------------------------------- | ------------------------- | ------ | ----- |
| 1  | Oscar & Beauty Queens feat. Ðorde Marjanovic | "Superstar"               | 12     | 4     |
| 2  | Danijel & Milica                             | "H8ER"                    | 7      | 8     |
| 3  | Sonja Bakic                                  | "Ništa novo"              | 1      | 11    |
| 4  | Saška Jankovic                               | "Nauci me"                | 6      | 9     |
| 5  | Dušan Zrnic                                  | "Tvoje drugo ime je greh" | 10     | 7     |
| 6  | Marko Kon & Milan Nikolić                    | "Cipela"                  | 19     | 1     |
| 7  | OT Bend                                      | "Blagoslov za kraj"       | 17     | 2     |
| 8  | Andrej Ilic                                  | "Nemam te"                | 6      | 9     |
| 9  | Etar                                         | "Sanjaj me"               | 15     | 3     |
| 10 | Pozitivan Haos                               | "Gloria"                  | 12     | 4     |
| 11 | Ivana Selakov                                | Moje odbrane              | 11     | 6     |